# Gułdowy
Gułdowy (niem. Guldau) – słabo zaludniona wschodnia część miasta Cieszyna włączona w jego granice w 1973 roku, wcześniej stanowiąc m.in. część Krasnej.

## Historia
Pierwsza wzmianka pochodzi z 1461 roku. Do końca średniowiecza pozostawała wsią książęcą w Księstwie Cieszyńskim. Z miejscowego stawu uzyskiwano dla książęcego skarbu 200 florenów (600 kop ryb), ponadto tutejsi rybacy zobowiązani byli dostarczać na cieszyński zamek karpie.
Według austriackiego spisu ludności z 1900 w 15 budynkach w Gułdowach, będących wówczas częścią Krasnej, mieszkało 173 osób. z tego wszyscy byli polskojęzyczni, 99 (57,2%) mieszkańców było katolikami, 72 (41,6%) ewangelikami a 2 (1,2%) wyznawcami judaizmu. W 1910 roku Gułdowy miały już 190 mieszkańców zamieszkałych w 18 budynkach na obszarze 311 hektarów, co dawało gęstość zaludnienia równą 61,1 os./km², z czego wszyscy byli polskojęzyczni, 97 (51,1%) było katolikami, 88 (46,3%) ewangelikami a 5 (2,6%) żydami.
W 1997 jednostkę urbanistyczną Gułdowy zamieszkiwało 193 z 38 115 mieszkańców Cieszyna (0,5%).

## Ludzie związani z Gułdowami
W Gułdowach urodził się Jan Szuścik, nauczyciel i działacz polityczny, poseł na Sejm Śląski.

## Gospodarka i rekreacja
W Gułdowach przy ul. Harcerskiej 11 znajdowała się firma MIROMETR Sp. z o.o. specjalizującą się w produkcji wodomierzy. Firma 16 sierpnia 2011 przeniosła się do Bażanowic. Przy firmie działa Spółdzielnia Mleczarska „Bażanowice”.
Znajdują się tu cztery stawy, z których korzystają wędkarze. Przy ul. Wiślańskiej 12 działa Koło PZW w Cieszynie, którego prezesem jest Leszek Gawlas, skarbnikiem - Marek Zgliczyński, natomiast prezesem wędkarskiego klubu sportowego „Olza Cieszyn” jest Marek Pitrzak.

## Komunikacja
Przez Gułdowy do października 2012 roku kursowały autobusy firmy PKS w Cieszynie Sp. z o.o. w kierunku centrum Cieszyna i Ustronia, Wisły, Jaworzynki, Koniakowa oraz autobusy prywatnego przewoźnika WISPOL relacji Cieszyn-Wisła Malinka Pieczki i Cieszyn-Koniaków Ochodzita.